# Barbara Kotowska
Pour l’article homonyme, voir Alice Kotowska.
Barbara Kotowska, née le 8 avril 1966 est une athlète polonaise.

## Palmarès
| Discipline/Année                         | 1984 | 1985 | 1986 | 1987 |
| ---------------------------------------- | ---- | ---- | ---- | ---- |
| Jeux olympiques Individuel               | -    | -    | -    | -    |
| Championnats du monde seniors Individuel | -    | 1    | -    | 2    |
| Championnats du monde seniors Équipe     | 2    | 1    | -    | 3    |
| Championnats du monde seniors Relais     | -    | -    | -    | -    |
| Championnats d'Europe seniors Individuel | -    | -    | -    | -    |
| Championnats d'Europe seniors Équipe     | -    | -    | -    | -    |
| Championnats d'Europe seniors Relais     | -    | -    | -    | -    |
| Championnats de Pologne Individuel       | -    | -    | -    | -    |

Ce palmarès n'est pas complet